# Sonny’s Dream (Birth of the New Cool)
Sonny’s Dream (Birth of the New Cool) ist ein Jazzalbum von Sonny Criss mit Kompositionen und Arrangements Horace Tapscotts. Die am 8. Mai 1968 in Los Angeles entstandenen Aufnahmen erschienen 1968 auf Prestige Records.

## Hintergrund
Beginnend mit This Is Criss! und Portrait of Sonny Criss (beide mit Walter Davis junior, Paul Chambers und Alan Dawson) erhielt der kalifornische Altsaxophonist Sonny Criss ab Ende 1966 die Gelegenheit, mehrere LPs für das Ostküsten-Label Prestige einzuspielen. Des Weiteren nahm Criss 1967/68 mit Cedar Walton, Bob Cranshaw und Alan Dawson die beiden Alben Up, Up and Away und The Beat Goes On auf, letzteres eine LP mit Jazz- und Pop-Standards wie „Ode to Billy Joe“ und „Yesterdays“. Danach veränderte man für ein Album das musikalische Konzept; der Altsaxophonist wurde bei der folgenden Session von einem Nonett begleitet, bestehend aus Conte Candoli (Trompete), Dick Nash (Posaune), Ray Draper (Tuba), David Sherr (Altsaxophon), Teddy Edwards (Tenorsaxophon), Pete Christlieb (Baritonsaxophon), Tommy Flanagan (Piano), Al McKibbon (Bass) und Everett Brown, Jr. (Schlagzeug). Die Musik wurde von Horace Tapscott arrangiert und geschrieben.
Ursprünglich war vorgesehen, dass Tapscott für das Album Sonny Criis mit seinem seit den frühen 1960er-Jahren bestehenden Pan Afrikan Peoples Arkestra begleiten sollte. Tapscott hatte zuvor die Musik mit seinen Arkestra-Mitgliedern geprobt und mit Criss in Clubs gespielt. Als sie schließlich im Studio erschienen, mussten sie feststellen, dass Produzent Don Schlitten an ihrer Stelle andere Musiker engagiert hatte. Tapscott verließ umgehend das Studio, doch war bereits bezahlt worden, und er hatte sein Geld ausgegeben; folglich war er gezwungen, die Aufnahme unter den veränderten Bedingungen fortzusetzen. Er wurde auf dem LP-Cover als „Arrangeur und Dirigent“ genannt.
Die Neuauflage der CD enthält zwei zusätzliche Alternative Takes von „The Golden Pearl“ und „Sonny’s Dream“.

## Titelliste
- Sonny Criss: Sonny’s Dream (Birth of the New Cool) (Prestige PR7576)[4]

1. Sonny’s Dream 7:30
2. Ballad for Samuel 4:18
3. The Black Apostles 5:48
4. The Golden Pearl 5:06
5. Daughter of Cochise 7:31
6. Sandy and Niles 5:24

Die Kompositionen stammen von Horace Tapscott.

## Rezeption
Nach Ansicht von Scott Yanow, der dem Album in Allmusic vier Sterne verlieh, war dies für Sonny Criss eine ungewöhnliche Aufnahmesession. Die Arrangements seien anspruchsvoll, würden aber Criss‘ Stil passend ergänzen, und bei den sechs Tapscott-Kompositionen sei er in Höchstform. Das Album sei sowohl für Criss’ Spiel als auch für Tapscotts Beiträge sehr zu empfehlen.
Tapscotts Kompositionen für Sonny’s Dream wären zwar nicht so frei oder avantgardistisch wie seine Kompositionen für das Arkestra, aber weit entfernt von konventionellem Bop, urteilte Joseph W. Washek. Hart swingend und bluesig, mit modalen und freien Akzenten, seien sie Charles Mingus viel näher als dem „Cool Jazz“. Criss spiele zwar hervorragend, aber der eigentliche Star sei dennoch Horace Tapscott mit seinen Kompositionen und Arrangements.